# 사랑으로 하나되는 세상
《사랑으로 하나되는 세상》은 107.7MHz SBS 파워FM과 103.5MHz SBS 러브FM에서 매일 4회 방송되는 라디오 캠페인이며, 2007년 9월 10일부터 방송중인 SBS의 라디오 캠페인이다.

## 채널별 방송시간
| 방송 채널           | 방송 시간                                   |
| ------------------- | ------------------------------------------- |
| 107.7MHz SBS 파워FM | 아침 9:30, 낮 12:30, 오후 2:30, 저녁 7:30   |
| 103.5MHz SBS 러브FM | 아침 7:56/26, 오후 2:56, 오후 4:56, 밤 9:56 |

## 리포터
- 이지안, 여민지

## 비고
이 캠페인은 수도권(SBS)에서만 청취 가능하며, 지역민방(KNN, TBC, kbc, TJB, ubc, JTV, CJB, G1방송, JIBS)에서는 자체 광고와 자체 캠페인으로 인해 청취할 수 없다.